# 1958-as magyar teniszbajnokság
Az 1958-as magyar teniszbajnokság az ötvenkilencedik magyar bajnokság volt. A bajnokságot augusztus 11. és 20. között (a vegyes párost csak később fejezték be) rendezték meg Budapesten, a Dózsa margitszigeti teniszstadionjában.

## Eredmények
| Versenyszám  | Arany                                        | Arany | Ezüst                                                      | Ezüst | Bronz                                                                               | Bronz |
| ------------ | -------------------------------------------- | ----- | ---------------------------------------------------------- | ----- | ----------------------------------------------------------------------------------- | ----- |
| Férfi egyéni | Gulyás István Újpesti Dózsa                  |       | Ádám András Újpesti Dózsa                                  |       | Lénárt László Újpesti DózsaKatona Zoltán Újpesti Dózsa                              |       |
| Női egyéni   | Körmöczy Zsuzsa Vasas SC                     |       | Broszmann Zsófia Diósgyőri VTK                             |       | Vajda Paula Újpesti DózsaBardóczy Klára Bp. Honvéd                                  |       |
| Férfi páros  | Gulyás István, Katona Zoltán Újpesti Dózsa   |       | Pálinkás István, Szikszay András Vasas SC                  |       | Jákfalvi Béla, Vad Dezső Bp. Vörös MeteorÁdám András, Birkás György Újpesti Dózsa   |       |
| Női páros    | Körmöczy Zsuzsa, Pete Vincéné Vasas SC       |       | Broszmann Zsófia, Bardóczy Klára Diósgyőri VTK, Bp. Honvéd |       | Lépes Andorné, Rohrböck Józsefné Vasas SCGulyás Istvánné, Vajda Paula Újpesti Dózsa |       |
| Vegyes páros | Katona Zoltán, Slezák Lászlóné Újpesti Dózsa |       | Szikszay András, Broszmann Zsófia Vasas SC, Diósgyőri VTK  |       | Pálinkás István, Pete Vincéné Vasas SCGulyás István, Gulyás Istvánné Újpesti Dózsa  |       |